# تاريخ صناعة الصخر الزيتي

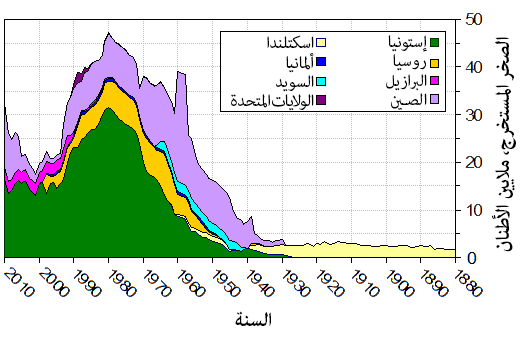

بدأ تاريخ صناعة الصخر الزيتي في العصور القديمة. يعود الاستخدام الصناعي الحديث للصخر الزيتي لاستخراج النفط إلى منتصف القرن التاسع عشر وبدأ ينمو قبل الحرب العالمية الأولى مباشرةً بسبب الإنتاج الضخم للسيارات والشاحنات والنقص المفترض في البنزين لاحتياجات النقل. بدأت مشاريع الصخر الزيتي في العديد من البلدان بين الحربين العالميتين.
انخفضت صناعة الصخر الزيتي بسبب زيادة إمكانية الوصول إلى النفط الخام التقليدي بعد الحرب العالمية الثانية. اعتبارًا من عام 2010، استُخدم الصخر الزيتي تجاريًا في إستونيا والصين والبرازيل، بينما تدرس عدّة دولٍ في البدء أو الاستئناف في الاستخدام التجاري للصخر الزيتي.

## التاريخ المبكر
استخدم البشر الصخر الزيتي كوقودٍ منذ عصور ما قبل التاريخ لأنه يحترق عمومًا دون أي معالجة. كما جرى استخدامه لأغراض الديكور والبناء. استخدمه البريطونيون في العصر الحديدي لغرض الصقل ولهيكلة الحلي من الصخر الزيتي. استُخدم «زيت الصخر» في بلاد ما بين النهرين لإنشاء الطرق وصناعة المواد اللاصقة المعمارية حوالي 3000 قبل الميلاد.
استُخدم الصخر الزيتي أيضًا كمادةٍ زُخرفية خلال العصور اليونانية والرومانية والبيزنطية والأموية والعباسية لتزيين الفسيفساء وأرضيات القصور والكنائس والمساجد.
جرى استخدام النفط الصخري للأغراض الطبية والعسكرية. استخدمها سكان بلاد ما بين النهرين للأغراض الطبية ولسدّ شقوق السفن (الجلفطة)، واعتاد المغول على تغطية رؤوس أسهمهم بالصخر الزيتي المشتعل. وصف الطبيب العربي ماسويه المارديني (ماسويه الأصغر) طريقةً لاستخراج الزيت من «نوعٍ ما من الصخر البِتْيُومِينِيّ» في القرن العاشر. سُجِّل أوّل استخدامٍ للزيت الصخري في سويسرا والنمسا في أوائل القرن الرابع عشر. مُنح فارسٌ يدعى برتولد فون إيبنهاوزن حقّ استثمار الصخر الزيتي في سيفيلد في تيرول في عام 1350. استُخدِم الصخر الزيتي لإنتاج النفط الصخري باستخدام أسلوب التقطير المبكر لتسخين الصخر الزيتي المسحوق في البوتقات. لاحظ الطبيب الشخصي لدوق فورتمبرغ فريدريك الأول الخصائص العلاجية للزيت المعدني المُستخلص من الصخر الزيتي في عام 1596.
في سكونا، جرى استخدام الصخر الزيتي الشبّي الذي يعود إلى العصرين الكمبري والأردوفيشي لاستخراج بوتاسيوم كبريتات الألومنيوم عن طريق شيّه على النار في أوائل عام 1637. في إيطاليا، استُخدم الزيت الصخري لإنارة شوارع مودينا في نهاية القرن السابع عشر. منح التاج البريطاني براءة اختراع في عام 1694 لثلاثة أشخاص، مارتن إيلي وتوماس هانكوك وويليام بورتلوك، «وجدوا طريقةً لاستخراج كمياتٍ كبيرة من القار والقطران والزيت من أحد أنواع الأحجار». أُنتِج النفط الصخري عن طريق استخراج الصخر الزيتي لمقاطعة شروبشاير في إنجلترا. وجرى بيعه لاحقًا تحت اسم بيتون للزيت البريطاني، وقيل إن المنتج المقطّر «قد جرّبه الغواصون الذين يعانون آلامًا وأوجاعًا وعاد عليهم بمنافع كثيرة». في عام 1781، سجّل أرشيبالد كوكران، إيرل دوندونالد التاسع، براءة اختراع لعملية استخلاص لإنتاج القطران والقار والنفط من الفحم والصخر الزيتي، باستخدام أنابيق مصنوعة من الحجارة والمكثّفات الخشبية.
في روسيا، بدأ بطرس الأكبر برنامجًا استقصائيًا للصخر الزيتي لأوكتا في عام 1697. نُشِرت البيانات حول الخصائص الفيزيائية والكيميائية للصخر الزيتي لأوختا بواسطة عضوٍ مراسل في الأكاديمية الروسية تيرتي بورنوفولوكوف في عام 1809. وصف بيتر سيمون بالاس الصخر الزيتي لمنطقة فولغا في عام 1769. درس جيرمان هنري هيس الصخر الزيتي في بحر البلطيق مع جني محاصيل إنتاج عملية شبه التحوّل إلى فحم في ثلاثينيات القرن التاسع عشر.
وأشار فرانسوا بيرون وآخرون إلى الصخر الزيتي في أستراليا لأوّل مرة، في Voyage de Découverte aux Terres Australes الذي نُشر في باريس عام 1807، واصفًا ما كان على الأرجح توربانايت من مخزون نيونيز.

## بداية الصناعة الحديثة
بدأ الاستخدام الصناعي الحديث للصخر الزيتي لاستخراج النفط في فرنسا، حيث بدأ التعدين التجاري للصخر الزيتي في أوتون عام 1837. بدأ إنتاج النفط الصخري في عام 1838 باستخدام عملية سيليغ، التي اخترعها ألكسندر سيليغ. ابتكر الطبيب والجيولوجي الكندي أبراهام غيسنر عمليةً لتقطير سائل الاستضاءة من الفحم والبيتومين والصخر الزيتي في عام 1846. أعدّ الكيميائي الإسكتلندي جيمس يونغ «زيت الإنارة» وزيت التشحيم والشمع من فحم الشموع في عام 1847، ومنذ عام 1862 حضّرهما من التوربانيت. حصل على براءة اختراع عملية تقطير النفط الصخري وتكريره وتنقية شمع البارافين (أو شمع البترول) منه في عام 1850. بدأ استخراج النفط الصخري على نطاقٍ تجاري من اللاموسيت في عام 1859على يد روبرت بيل في بروكسبيرن غرب لوثيان. بعد انتهاء براءة اختراع يونغ في عام 1862، افتُتِح العديد من أعمال النفط الصخري الصغيرة. كان هناك حوالي 120 من أعمال النفط الصخري في اسكتلندا بحلول عام 1865. أقدم يونغ على تأسيس شركة ضوء يونغ الذي يعمل بالبارفين الزيت المعدني في أديويل في عام 1866. كانت شركة بروكسبيرن للنفط التي تأسّست في عام 1878 وشركة بامفريستون للنفط التي تأسست في عام 1892 من شركات النفط الصخري البارزة الأخرى.
تركّزت صناعة الصخر الزيتي المبكرة على مخزونات الصخر الزيتي الشرقي في الولايات المتحدة. بُني معمل تقطير النفط في عام 1855 في مقاطعة بريكينريج في ولاية كنتاكي لإنتاج النفط من فحم الشموع المُعدّن محليًا. وبحلول العام التالي، كان يُنتج من 600 إلى 700 جالون أمريكي يوميًا (2.3 إلى 2.6 متر مكعب يوميًا). كانت هناك 55 شركة في الولايات المتحدة تستخرج النفط من فحم الشموع المُعدّن محليًا في عام  1860. بدأ استخراج النفط الصخري على نطاقٍ تجاري، باستثناء معالجة فحم الشموع، في أنابيق النفط الصخري باستخدام الصخر الزيتي الديفوني على طول وادي نهر أوهايو في عام 1857. ومع ذلك، فإن اكتشاف النفط الرخيص والوفير في نفس المنطقة، بدءًا من بئر دريك للنفط في تيتوسفيل في ولاية بنسلفانيا في عام 1859، وضع صناعة النفط الصخري الأمريكي خارج العمل بحلول عام 1860. واكتُشِف أكبر محزونٍ، غرين ريفر فورميشن، بالصدفة في عام 1874 ولكن لم يُستخدم حتى بداية القرن العشرين.
بدأت صناعة الصخر الزيتي في ألمانيا في عام 1857. في كندا، بدأت أعمال النفط الصخري لكريغليث في تقطير الصخر الزيتي لبنية ويتبي الأوردوفيشية بالقرب من مدينة كولينجوود في مقاطعة أونتاريو، على بحيرة هرون في عام 1859. أصبحت هذه العمليات غير مُجدية من الناحية الاقتصادية بسبب اكتشاف النفط في مكانٍ قريب في عام 1861.
أما في أستراليا، فقد بدأ فيها أوّل تعدينٍ للصخر الزيتي في عام 1865 في أميريكان كريك، قمة كيمبلا في ولاية نيو ساوث ويلز. في نفس العام، أُنتِج أول نفطٍ صخري بواسطة أعمال الكيروسين الرائدة في أمريكان كريك. وجرى افتتاح عددٍ من المناجم ومحطات النفط الصخري الأخرى في نيو ساوث ويلز. ومع ذلك، أُغلِقت في بداية القرن العشرين بسبب استيراد النفط الخام الأرخص.